# 小行星2045
小行星2045（2045 Peking）是一顆以中國首都北京命名的小行星。

## 概述
小行星2045是由紫金山天文台於1964年10月8日發現的。

## 基本參數
- 名稱: 2045 北京 (1964 TB1)

### 軌道根數
- 日期: 2453200.5 (中國時間2004年7月14日08時00分00秒，曆書時)
- 偏心率: 0.0559909
- 升交點黃經: 11.29473°
- 軌道半徑: 2.3799489天文單位
- 公轉週期: 3.6716地球年
- 近日點日距: 2.2466934天文單位
- 近日點角距: 197.85627°
- 黃經平均變化率: 0.268443°/天
- 近日點日期: 2452803.7347832 (中國時間2003年6月13日13時38分05秒，曆書時)
- 軌道傾角: 6.91682°
- 遠日点日距: 2.51320438天文单位